# Edinho Santa Cruz
Edinho Santa Cruz (07/09/1952, Passos, Minas Gerais) é um músico, cantor e compositor brasileiro, também conhecido como Eddy Benedict.
Autor e intérprete de diversos temas que fizeram parte de trilhas sonoras de telenovelas da Rede Globo, entre eles Levantar o Astral (tema de abertura de Amor com Amor Se Paga), Mais Uma Chance (Champagne) e Doce Pecado (A Gata Comeu).[carece de fontes?]
De 2001 até 2005 foi produtor musical à frente de sua banda no programa Domingão do Faustão.

## Biografia
Edinho Santa Cruz iniciou sua carreira artística aos dez anos de idade na cidade de Passos (MG), sua terra natal, onde formou o grupo Edinho e seus Brasinhas.
Sua primeira performance foi em Franca e, logo em seguida, na Festa do Peão de Boiadeiro, em Barretos. Como resultado do sucesso que vinha alcançando, participou do programa de calouros Brincando com os Galãs, da TV Tupi, e foi surpreendido ao ser convidado para se apresentar no Almoço com as Estrelas, de Airton e Lolita Rodrigues. A repercussão foi imediata e, com a repercussão, o casal o convidou para uma participação especial em um dos programas de maior expressão da época, o Clube dos Artistas. Foi quando Airton Rodrigues sugeriu que o grupo deveria se chamar Edinho Show. Daí surgiu a oportunidade de gravar o primeiro LP pelo selo Black Horse.[carece de fontes?]
Em 1978, no Fantástico, programa dominical da Rede Globo, dirigido por Roberto Talma, apresentou vários hits, com destaque para as músicas Stayin’Alive e More than a Woman (temas do filme Os Embalos de Sábado à Noite), do grupo Bee Gees. Essa participação deu origem a uma série de convites para outros programas, como Globo de Ouro, Chacrinha, Hebe Camargo, Raul Gil]], Flávio Cavalcante]] e Perdidos na Noite, entre outros. Nesta época lançou  o compacto duplo Pelos Caminhos da Vida, diretamente de Nova York para o Fantástico.[carece de fontes?]
Logo veio o segundo LP, Sonhos, pela RCA, que teve a música Quantas São como tema da telenovela Ciranda de Pedra, da Rede Globo.
Durante uma das turnês pela Califórnia, gravou em Los Angeles o LP Flor Incendiária, contando com a participação de Denny Serafine (baterista do grupo Chicago), dos arranjadores Larry Willians, Ronnie Foster, Sérgio Sá, e do músico e produtor Laudir de Oliveira (ex-percussionista de Sérgio Mendes e do grupo Chicago).[carece de fontes?] Esse álbum foi lançado pela Barclay e resultou em mais três temas de telenovelas globais: Mais uma Chance (Champagne), Doce Pecado (A Gata Comeu) e Levantar o Astral, música de sua autoria, tema de abertura de Amor com Amor Se Paga.[carece de fontes?]
Em 1985 Edinho Santa Cruz foi convidado por César Camargo Mariano, responsável pelo Festival dos Festivais, para arranjar e interpretar, junto aos compositores baianos Roberto Mendes e Jorge Portugal, a música Caribe, Calibre, Amor que, sendo uma das finalistas, foi lançada pela gravadora Som Livre no LP que levou o nome do festival.
Com o pseudônimo de Eddy Benedict, compôs e interpretou as músicas So Long (tema da telenovela Bebê a Bordo), Nunca É Tarde pra Sonhar (Que Rei Sou Eu?), My Brother, My Friend (Barriga de Aluguel) e Shinning Moon (O Mapa da Mina).[carece de fontes?]
Para a exibição no exterior das telenovelas Explode Coração e O Rei do Gado, compôs em espanhol Gitana e Para Ti.[carece de fontes?]
Um dos momentos mais marcantes em sua carreira foi a composição da música Song for Freddie, um tributo a Freddie Mercury, vocalista do grupo Queen, falecido vítima da AIDS.[carece de fontes?] Após apresentá-la a Jim Beach (manager do grupo), recebeu o convite para visitar o Mountain Studios, na Suíça, e assistir ao Festival de Jazz de Montreux como convidado especial.[carece de fontes?]
Em 1991 abriu a empresa Edinho Santa Cruz Estúdio e Produções, destinada à produção de discos, jingles, shows e eventos, conquistando clientes como Unibanco, Nestlé, BCP (Claro), Bradesco, Editora Escala, jornal O Globo, O Diário de São Paulo e Nokia, entre outros.[carece de fontes?]
Uma de suas produções mais importantes foi o musical Brazilian Latin Extravaganza, em comemoração aos 500 anos do descobrimento do Brasil, onde mostrou a música brasileira nas cidades de Nova York e Miami.[carece de fontes?] Um dos temas do musical foi a canção Paradise, uma bossa nova composta por ele, retratando as belezas do país.
Em 2001 oi convidado por Fausto Silva e Lucimara Parisi, então diretora do Domingão do Faustão, para montar uma banda para o programa, onde permaneceu até janeiro de 2005.[carece de fontes?]
Em 2004 lançou o CD Você e Eu (um tributo aos Bee Gees), com repercussão na América Latina, onde permaneceu nas paradas de sucesso com a música Você e Eu por 24 semanas, chegando ao primeiro lugar na Costa Rica.[carece de fontes?]

## Na Estrada do Rock in Concert
Na Estrada do Rock é um dos projetos idealizados por Edinho Santa Cruz que resultou na gravação, ao vivo, do CD e DVD Na Estrada do Rock In Concert, lançados pela gravadora Universal Music, apresentando um espetáculo com banda e orquestra.[carece de fontes?]

## Jogo do Silêncio
Jogo do Silêncio é o novo projeto de Edinho Santa Cruz. A ideia surgiu pelo desejo de marcar seus 50 anos de carreira, com a divulgação de algumas músicas instrumentais compostas por ele ao longo dos anos.
Para a concretização deste projeto, Edinho Santa Cruz convidou a Orquestra Juvenil Heliópolis do Instituto Baccarelli, sob a regência do maestro Edilson Venturelli de Souza, formada por mais de 50 jovens músicos da comunidade de Heliópolis, em São Paulo, além da participação de convidados especiais, entre eles o jovem Luiz Fernando Venturelli que, com apenas 14 anos, foi um dos finalistas do New York International Artists Association (NYIAA).[carece de fontes?] 
Jogo do Silêncio foi aprovado pela Lei de Incentivo à Cultura - Lei Rouanet, no Artigo 18, Pronac 14 2262.